# Гуариенти, Пьетро
Пьетро Мариа Гуариенти (итал. Pietro Maria Guarienti; ок. 1700, Верона —1765, Дрезден) — итальянский живописец и историк искусства, писатель-биограф периода позднего барокко, работавший в основном в Болонье.

## Биография
Пьетро Гуариенти родился в Вероне, затем побывал в Болонье и Венеции. Он стал учеником живописцев Джузеппе Марии Креспи и Бьяджо Фальчиери. В 1746 году был крёстным отцом дочери Бернардо Беллотто. В 1748 году Беллотто должен был стать придворным художником в Дрездене. Гуариенти был назначен Фридрихом Августом III Саксонским директором Дрезденской картинной галереи и реставратором живописи придворных коллекций.
Наиболее известен благодаря сочинениям, в которых подробно описываются истории мастеров венецианской ведуты, которые он написал для биографического словаря «Abecedario pittorico…» («Азбука живописи») Пеллегрино Антонио Орланди, переизданного трудами Гуариенти в Венеции в 1753 году. В своих исторических изысканиях Гуариенти использовал знания, накопленные в путешествиях и наблюдениях за важнейшими художественными коллекциями того времени. Его записки содержат также указания по разоблачению подделок — проблема, которая стала особенно актуальной в мире искусства середины XVIII века.